# Riviera (hotel y casino)
El Riviera, conocido popularmente como El Riv, fue un hotel y casino localizado el famoso Strip de Las Vegas en Winchester, Nevada. El hotel tenía más de 2100 habitaciones, la mayoría en la torre de 23 pisos. El casino tenía más de 9000 m² de superficie. Cerró sus puertas el 4 de mayo de 2015.
El hotel es propiedad y operado por Riviera Holdings Corporation. El 6 de abril de 2006 se anunció que sería adquirido por Riv Acquisition Holdings, un grupo de inversionistas privados que incluye a los promotores Neil Bluhm, Barry Sternlicht, Paul Kanavos y Scott Butera (presidente del grupo de adquisición). Sin embargo, el 29 de agosto los accionistas no aceptaron la oferta de adquisición del Riv, que pagaba USD 17 por acción.

## Historia
El Riviera abrió el 20 de abril de 1955 como el primer edificio de altura y el noveno resort en Las Vegas Strip. El Riv era uno de los casino-resort más viejos y famosos en Las Vegas. El Riviera también rompió esquemas en su diseño; anteriormente, los resorts del Strip se asemejaban a moteles
El Riviera fue construido por un grupo de inversionistas de Miami. El resort pasó por muchos dueños durante toda su historia, incluyendo un periodo en el que el hotel era operado por la mafia (al igual que otros resorts en Las Vegas en los años 1960 y 1970). Harpo Marx y Gummo Marx tenían intereses menores en la apertura, además de Dean Martin, quien fue administrador del showroom del complejo. 
La baja en los visitantes del casino terminó con la bancarrota de Riviera en 2010. En 2015 el edificio fue adquirido por Las Vegas Convention and Visitors Authority, que planificó una expansión de sus instalaciones en el terreno del hotel, que fue demolido con dos implosiones, realizadas el 14 de junio y el 16 de agosto de 2016.

## Shows
El resort tuvo varios espectáculos, entre ellos:
- An Evening at La Cage, con drag queens, entre las que se incluyen Frank Marino y su personificación de Joan Rivers;
- Chicas Locas, un show de topless. Fue protagonizado por la transexual Jahna Steele, quien fue inmortalizada con una escultura de bronce en el frente del casino.

## En la cultura popular
El Riviera era a menudo escogido para varias escenas de películas debido a que carece de un "tema" que lo distinga de otro hotel. Las siguientes películas fueron filmadas o aparecieron escenas en el Riviera:
- Ocean's Eleven (1960).
- Austin Powers: International Man of Mystery (1997).
- Casino (1995).
- Go (1999).
- 3000 Miles To Graceland (2001).
- 21 blackjack (2008)
- The Hangover (2009)